# إعادة ترتيب نيبر
إعادة ترتيب نيبر هو تفاعل عضوي يتم فيه تحول الأكسيم إلى ألفا-أمينو كيتون عن طريق تفاعل إعادة ترتيب.
ينسب التفاعل إلى الكيميائي الألماني بيتر نيبر Peter Neber.

## آلية التفاعل
يحدث التفاعل وفق الآلية التالية:
يتحوّل الأكسيم أولاً إلى توسيلات الكيتوكسيم عند التفاعل مع كلوريد التوسيل.
عند إضافة قاعدة إلى وسط التفاعل يتشكل كربانيون (أنيون كربوني)، والذي يزيح مجموعة التوسيلات في استبدال محب للنواة ليعطي مركباً من مشتقات الأزيرين.
يخضع المركب الأحير إلى تفاعل حلمهة ليعطي ألفا أمينو الكيتون الموافق.

## الاستخدامات
يستخدم تفاعل إعادة ترتيبب نيبر في الاصطناع العضوي من أجل تحويل الكيتونات إلى ألفا أمينو الكيتونات:

## اقرأ أيضاً
- تفاعل إعادة ترتيب
- إعادة ترتيب كورتيوس
- إعادة ترتيب بكمان
- إعادة ترتيب فريس
- تفكك بيرغمان